# Italië op de Olympische Zomerspelen 1896
Eén deelnemer, Giuseppe Rivabella, uit Italië nam deel aan de in Athene (Griekenland) gehouden Olympische Zomerspelen 1896. Hij nam deel op het onderdeel militair geweer in de schietsport. Italië was een van de vier landen die tijdens deze Spelen geen medaille wisten te winnen. Chili, Bulgarije en Zweden waren de andere.
Een tweede Italiaan was aanwezig in Athene. Carlo Airoldi liep een groot deel van de route van Milaan naar Athene. Hij werd echter niet toegelaten tot de Spelen omdat hij eerder bij atletiekwedstrijden prijzengeld had ontvangen en daardoor niet meer als amateur werd beschouwd.

## Deelnemers
(m) = mannen, (v) = vrouwen, (g) = gemengd

### Schietsport
| Olympiër           | Discipline               | Resultaat | Prestatie      |
| ------------------ | ------------------------ | --------- | -------------- |
| Giuseppe Rivabella | 200m militair geweer (m) | 14-41e    | score onbekend |

Australië · Bulgarije · Chili · Denemarken · Duitsland · Frankrijk · Griekenland · Groot-Brittannië · Hongarije · Italië · Oostenrijk · Verenigde Staten · Zweden · Zwitserland · Gemengde teams